# 瑟尔德
瑟尔德是德国下萨克森州的一个市镇。总面积57.10平方公里，总人口7855人，其中男性3887人，女性3968人（2011年12月31日），人口密度138人/平方公里。